# Modlęcin

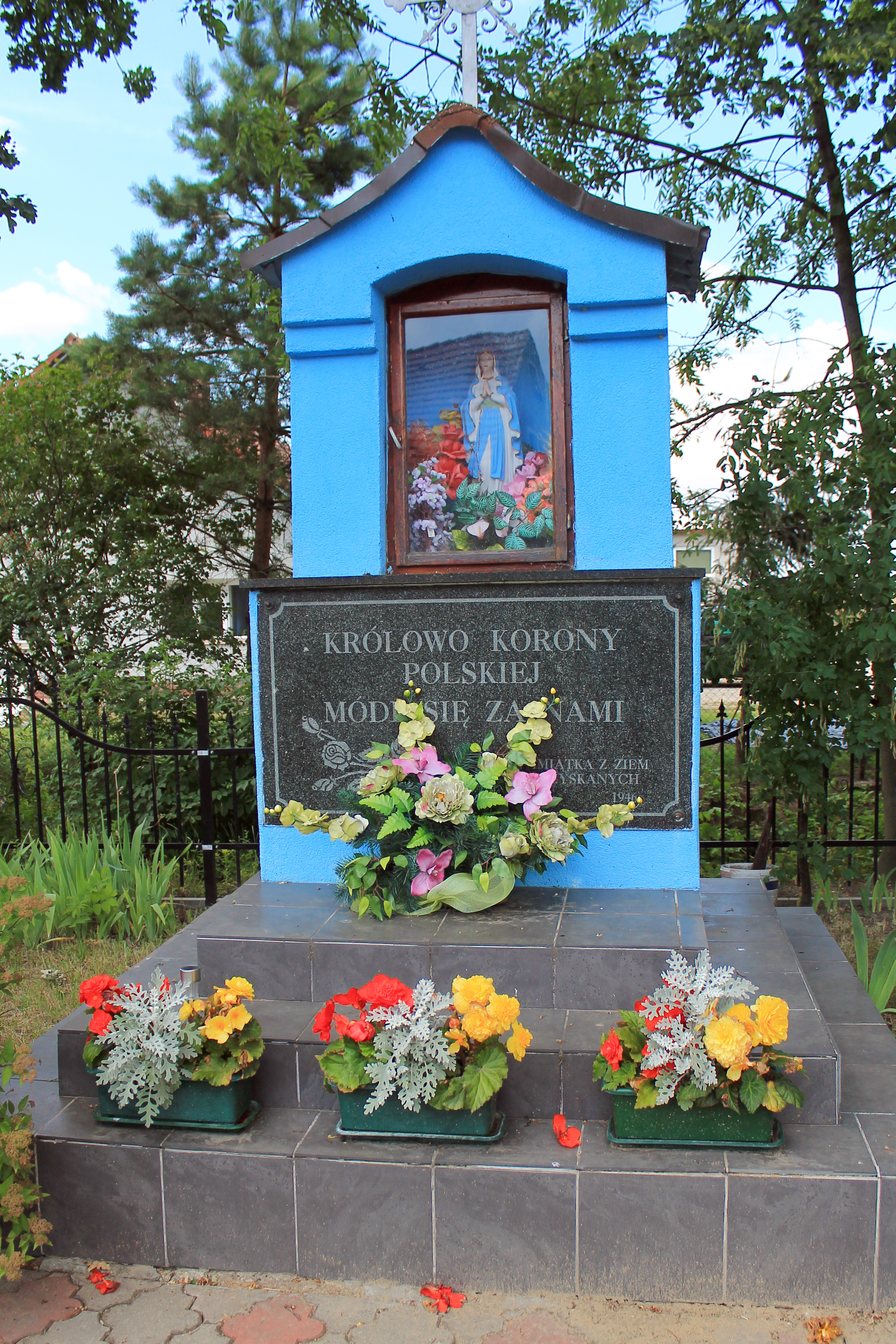
Kapliczka we wsi poświęcona Matce Boskiej

Modlęcin (niem. Ullersdorf) – wieś w Polsce położona w województwie dolnośląskim, w powiecie świdnickim, w gminie Strzegom.

## Historia
Za czasów pruskich na terenie wsi znajdowały się dobra Hohenzollernów.

## Sport
Piłkarską reprezentacją miejscowości był LZS Czarni Modlęcin, ale klub ze względów finansowych przestał działać.

## Podział administracyjny
W latach 1975–1998 miejscowość administracyjnie należała do województwa wałbrzyskiego.